# Sedile di Gaeta
Il Sedile di Gaeta era un'istituzione che riuniva le famiglie nobili della città di Gaeta in forma di assemblea deliberante, del tutto simile per funzioni e organizzazione ai sedili delle altre città del Meridione.
Sin dal XIII secolo si ha notizia di seggi esistenti nella città. Il Seggio o Teatro dei Baraballo, annesso alle case di questa famiglia, è citato in alcune carte del reale archivio. Anche i Transo possedevano un seggio particolare, detto Seggio delli Transi, situato vicino alla dogana e a una gran torre quadrata di marmi appartenente alla stessa famiglia. Quest'ultimo sedile è da identificarsi verosimilmente con il seggio citato in una supplica dei cittadini di Gaeta all'imperatore Carlo V datata 1º febbraio 1518 e nei Capitoli dell'Università approvati il 30 settembre dello stesso anno. Apprendiamo da questi documenti che Ferdinando I aveva fatto abbattere il vecchio seggio della città, che serviva per il Consiglio, il capitano e le guardie, per costruirvi sopra la regia dogana. Si chiedeva dunque di edificare un nuovo edificio a tale scopo nel luogo detto "Torracchio", ma nonostante il placet del sovrano ciò non avvenne mai.
I Nobili, rimasti senza una sede autonoma per le proprie assemblee, presero a riunirsi nella cappella gentilizia di San Nicola da Tolentino, annessa al Palazzo della famiglia Oliva (al termine dell'attuale via Bausan). Per questo motivo il nuovo sedile era anche chiamato Seggio degli Ulivi. La facciata della cappella, ancora riconoscibile alla metà del secolo scorso, era composta da un portoncino in marmo inquadrato in un arcone sormontato da un finestrone circolare, al cui interno erano situate due piccole campane che venivano suonate in occasione delle adunanze.
Il Sedile dei Nobili di Gaeta fu costituito ufficialmente nel 1540 e dichiarato chiuso con real carta di Filippo II del 1581, confermata da un'altra carta del re Filippo IV del 1º ottobre 1630 e da una terza di re Carlo II del 28 marzo 1644.
Nel 1660 si fece stampare e pubblicare l'istrumento del 21 giugno, nel quale erano registrati tutti i Capitoli, le Grazie, le Costituzioni e le usanze del Sedile. Si nominò allora Presidente di diritto il Decano e si nominarono quattro Deputati per il disbrigo degli affari.

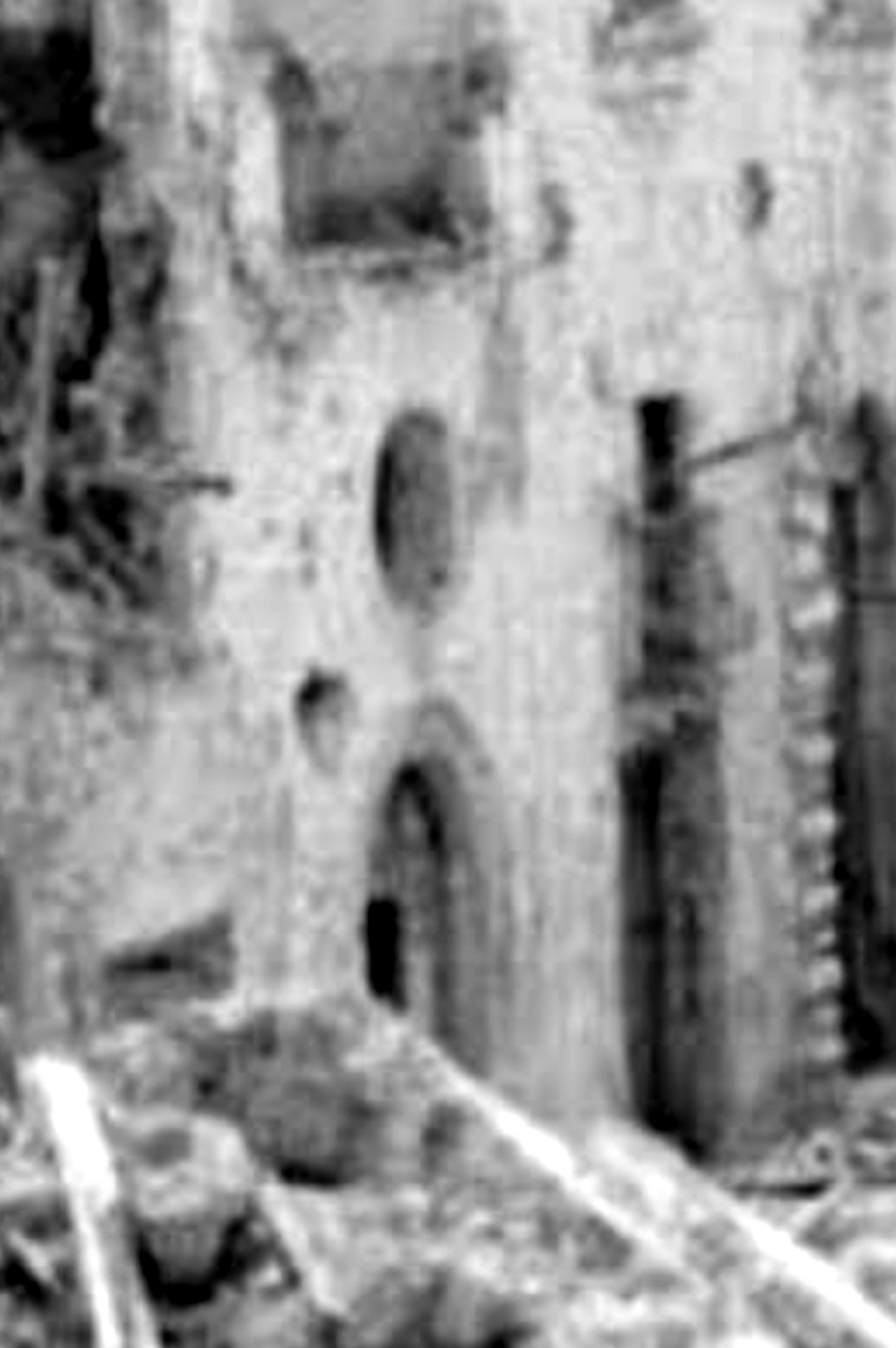
La cappella di San Nicola da Tolentino nel 1944

I Nobili di Gaeta avevano anche una confraternita, chiamata Confraternita dei Neri o di Santa Maria dell'Orazione e Morte. Essa fu approvata con Bolla di papa Pio IV del 17 novembre 1560 e aggregata all'Arciconfraternita della Buona Morte di Roma con carta pontificia del 20 maggio 1606. La congrega aveva sede nella chiesa di Santa Maria dell'Orazione e Morte (già dei Santi Giovanni e Paolo, nell'attuale via Regina Maria Sofia) e possedeva una cappella nel cimitero, tuttora esistente ma inagibile.

## Famiglie ascritte al Sedile
Il Sedile di Gaeta propriamente detto era una Piazza Chiusa. Pertanto il numero delle famiglie patrizie era limitato ed era necessario il consenso di tutte le famiglie già presenti al suo interno - oltre che l'approvazione reale, per ammetterne di nuove. Al di fuori di questa Piazza Chiusa esistevano alcune famiglie dette Nobili, che erano dichiarate tali con decreto reale.
Secondo gli antichi statuti dell'Università, due dei quattro Giudici o Consoli, un terzo dei Consiglieri del Parlamento e parte delle altre cariche pubbliche dovevano essere assegnati ai Patrizi. Quando questi mancavano, tuttavia, potevano essere eletti individui appartenenti alle cosiddette famiglie Surrogate alle patrizie. Per la surrogazione di queste Case intervenne una Provvisione della Real Camera di Santa Chiara del 18 agosto 1757 omologata da regio assenso, e in seguito furono stabiliti i requisiti dal Consiglio della città.
(Deliberazione del Civico Parlamento del 16 agosto 1780 coronata da regio assenso)
Le famiglie Antoniani, De Boffe, Ragosa e Tosti erano già Nobili ma si fecero comprendere nei regi assensi tra le Surrogate alle Patrizie per poter godere della nomina patrizia delle cariche pubbliche ove ve ne fosse il bisogno.
Seguiva poi il rango delle famiglie Nobili viventi, così dette poiché i membri di esse vivevano nobilmente. La maggior parte di queste famiglie aveva un gran numero di dottori in legge. Ai figli dei nobili viventi erano destinate quattro piazze franche nel collegio militare degli scolopi di Gaeta, trasferite nel seminario diocesano con regio decreto nel 1803.

### Famiglie Patrizie
1. Albito (D'), poi divisa in: 1) Albito Carafa, dal 1790 Duchi di Roscigno e Sacco, estinta in Gattola De Martino; 2) Albito Piccolomini, estinta.
2. Ammarrato, estinta.
3. Avanzo (D'), ammessa nel 1585, estinta.
4. Baraballo, estinta in Gattola.
5. Burali D'Arezzo, ammessa nel 1745 ma dal XVI sec. esistente in Itri.
6. Castagna, ammessa nel 1587, estinta.
7. De Vio, ammessa nel 1567, estinta.
8. Falangola, ammessa nel 1547, estinta.
9. Gaetani d'Aragona, dal 1453 Conti e Signori di Castelmola, poi divisa in: 1) Gaetani, Conti e Signori di Castelmola, emigrata in Martano; 2) Gaetani d'Aragona, dal 1765 Marchesi di Cirigliano, emigrata in Napoli.
10. Gattola, poi divisa in: 1) Gattola Della Torre; 2) Gattola, dal 1741 Marchesi, estinta in Transo; 3) Gattola De Martino, dal 1751 Baroni di San Barbato, dal 1813 Duchi di Roscigno e Sacco, estinta in Patroni Griffi.
11. Gazzella, estinta.
12. Guastaferri, poi Guastaferri y Monroy, estinta.
13. Laudati, ammessa nel 1563, dal 1635 Duchi di Marzano, estinta in Ligny.
14. Lumbolo, estinta.
15. Montaquila, Baroni, estinta in Gaetani.
16. Oliva, ammessa nel 1560, emigrata negli Stati Uniti.
17. Sieri (De), estinta.
18. Spatari, estinta.
19. Spiriti, ammessa nel 1745, dal 1761 Marchesi di Montorio, emigrata in Napoli, estinta.
20. Squacquera, estinta.
21. Transo (Di), dal 1786 Marchesi, emigrata in Sessa Aurunca.

### Famiglie Nobili
1. Albizzi (Degli), estinta.
2. Antoniani, anche surrogata alle Patrizie, estinta in Tosti.
3. Basta, estinta in Santilli.
4. Cavalcanti, emigrata in Napoli.
5. Ceccano, estinta.
6. Conca, estinta.
7. De Boffe o Leboffe, anche surrogata alle Patrizie.
8. Del Sole, estinta.
9. D'Urso, estinta.
10. Faraone, emigrata in Castelforte.
11. Grimaldi (De), estinta.
12. Latro, estinta.
13. Manganella, estinta.
14. Migiarra, oriunda spagnola, estinta.
15. Mortella o Morteda (De)
16. Nofi, emigrata in Itri.
17. Ortis, poi Orvè Ortis, emigrata in Castelforte, estinta.
18. Patrizi, dal 1781 Marchesi, emigrata in Napoli.
19. Pica, estinta.
20. Pignataro, indi Baroni, estinta.
21. Ragosa, anche surrogata alle Patrizie, estinta.
22. Riccardi, estinta.
23. Tarcagnota, emigrata in Mondragone.
24. Tosti, Conti, ammessa nel 1736, anche surrogata alle Patrizie, dal 1880 Duchi di Valminuta, emigrata in Napoli.
25. Vio, estinta.

### Famiglie Surrogate alle Patrizie
1. Calcagni, emigrata in Potenza.
2. De Mane, poi Cinquanta De Mane, estinta.
3. Guacci, estinta.
4. Maltacia, estinta.
5. Mattheis (De), poi divisa in: 1) Mattehis De Mena, estinta; 2) Mattheis Marangio, emigrata in Formia.
6. Mazzoccolo, dal 1928 Baroni di Roccasicura, emigrata in Napoli.
7. Meloni, estinta.
8. Mostaca, estinta.
9. Papa, estinta.
10. Pecorini, poi divisa in: 1) Pecorini Vernetti, estinta; 2) Pecorini Santilli, emigrata in Napoli.
11. Proja, estinta.
12. Rògano, estinta.
13. Rossillo, estinta.
14. Santilli, poi divisa in: 1) Santilli, estinta in Pecorini; 2) Santilli Basta, estinta.
15. Spina, oriunda di Firenze, emigrata in Formia.
16. Storrente, estinta.
17. Vaccarelli, estinta in Ernandes.

### Famiglie Nobili Viventi
1. Alvares, estinta.
2. Boniglia, estinta.
3. Brancaccio, emigrata in Marcianise.
4. Calcagnini, estinta.
5. Cappelli, emigrata in Sessa Aurunca.
6. Caruso, emigrata in Napoli.
7. Cicconardi.
8. Coloyna, estinta.
9. De Leone, ammessa nel 1787, emigrata in Formia.
10. Ernandes, poi Ernandes Corneli, estinta.
11. Frezza, emigrata in Napoli.
12. Gesualdo, estinta.
13. Lopez, poi Lopez De Luna, estinta.
14. Petricone, emigrata in Napoli.
15. Politi,  estinta.
16. Porcellati, estinta.
17. Sorrentino, estinta.

### Famiglie di Onorati Cittadini
Vi erano infine numerose famiglie che, sebbene non iscritte al Sedile, erano considerate distinte e chiamate con il nome di Onorati Cittadini. Fra queste: Buongiovanni, Buonomo, Claudiani, D'Aquino, Gallinaro, Gonzales, Garrido, Gionta, Licenziati, Macarelli, Maltese, Marulli, Martinez, Monetti, Montano, Occagna, Perez, Ricca, Rogondini, Svizzeri, Tucci, Vellucci, Vendittis, Vitagliano.